# Grenadiers à cheval de la Garde impériale
Vous lisez un « bon article » labellisé en 2014.  Il fait partie d'un « bon thème ».
Pour un article plus général, voir Cavalerie de la Garde impériale (Premier Empire).
Les grenadiers à cheval de la Garde impériale sont un régiment de cavalerie lourde de la Garde impériale de Napoléon Ier, en service dans la Grande Armée de 1804 à 1815. Ayant déjà fait partie de la Garde du Directoire et de la Garde consulaire, les grenadiers à cheval deviennent le plus ancien régiment de cavalerie de la Garde impériale lorsque celle-ci est créée en 1804. Leur effectif théorique maximal est alors d'environ 1 000 officiers et hommes de troupe.
Tout au long de leur existence, les grenadiers à cheval n'interviennent qu'occasionnellement dans les batailles, étant généralement tenus en réserve aux côtés de Napoléon. Leur participation aux combats les voient néanmoins contribuer à la déroute de la cavalerie de la Garde russe à Austerlitz, échapper à l'encerclement à Eylau, refouler les Bavarois à Hanau et être engagés à plusieurs reprises lors de la campagne de France. Invaincus au combat par la cavalerie adverse, ils sont considérés par l'historien Pierre Juhel comme « le régiment le plus fameux de la cavalerie lourde française ».
En 1815, sous la Première Restauration, les grenadiers à cheval deviennent le Corps royal des cuirassiers de France. Ils reprennent cependant leur nom et leur rang au sein de la Garde impériale lors du retour de Napoléon la même année et prennent part à la campagne de Belgique. À Waterloo, le colonel Jamin de Bermuy est tué en menant le régiment à la charge contre les carrés britanniques. Le corps est dissous quelques mois plus tard, après la chute de Napoléon et la Seconde Restauration des Bourbons.

## Organisation

### Genèse

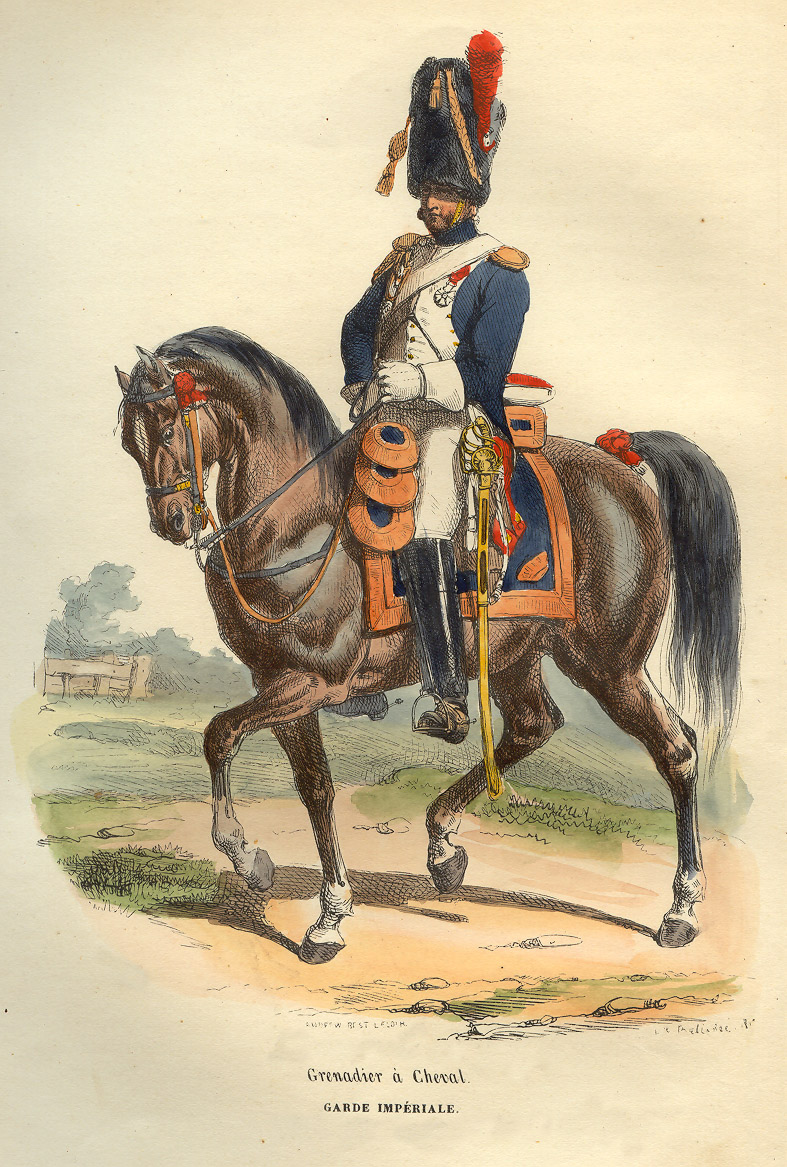
Un grenadier à cheval de la Garde impériale en grande tenue, par Hippolyte Bellangé.

Les origines des grenadiers à cheval remontent à la Constitution de l'An III qui institue la formation d'une garde du Directoire. Un régiment de cavalerie est appelé à en faire partie et recrute ses membres au sein du 9e régiment de dragons. Un corps de deux compagnies comprenant 112 cavaliers est créé. Toutefois, la garde à cheval n'entre en service qu'en 1796 et l'année suivante, une circulaire instruit que les éléments montés de la garde du Directoire prendront désormais le nom de « grenadiers ». Quelques jours après le coup d'État du 18 Brumaire et la mise en place du Consulat, la garde est réorganisée et le chef de brigade Michel Ordener prend le commandement du régiment qui compte à ce moment-là trois escadrons. Un décret du 28 novembre 1799 donne naissance à la nouvelle Garde consulaire à laquelle les grenadiers à cheval sont intégrés avec une unité de chasseurs. Le régiment est ramené à deux escadrons de 172 cavaliers, composé de deux compagnies de 86 hommes chacun. D'autres remaniements ont lieu en 1801 et en 1802 sous la supervision du général Jean-Baptiste Bessières, portant l'unité à quatre escadrons de deux compagnies chacun. L'état-major régimentaire est également élargi. Au 8 mars 1802, les grenadiers à cheval alignent 31 hommes d'état-major et 960 cavaliers ; le 24 septembre 1803, cet effectif passe à 55 officiers et 912 cavaliers.
Pour être acceptées dans le régiment, les recrues doivent mesurer 1,76 m, avoir effectué dix ans de service, participé à au moins quatre campagnes  et avoir été citées pour bravoure. Les récipiendaires de la Légion d'honneur sont cependant exemptés des critères d'admission. Sous la période consulaire, le régiment se compose pour une très grande partie de vétérans de la ligne, faisant preuve de neuf années de service en moyenne. L'âge moyen des cavaliers est de 28 ans, chiffre qui tend à s'abaisser un peu pendant l'Empire, les soldats servant généralement plus longtemps dans la ligne. La taille des grenadiers varie entre 1,60 m et 1,97m pour une moyenne globale d'1,79m. Montés sur de grands chevaux noirs originaires de la région de Caen, les grenadiers à cheval sont surnommés les « chevaux noirs de Bessières », mais aussi « les Géants », « les Dieux » ou encore « les Gros Talons »,. L'historien de la Garde impériale Henry Lachouque écrit à leur sujet :

« Énormes sur leurs grands et magnifiques chevaux, haut bottés, fiers de leur prestance, les Grenadiers à cheval, dits « gros talons », paraissent sévères, avantageux, et un peu hautains ; la fantaisie paraît bannie de leur existence. »

### Sous l'Empire
Le 18 mai 1804, les grenadiers à cheval prennent rang dans la Garde impériale. En juillet de la même année, un décret porte l'effectif de l'état-major à 32 hommes et organise le régiment en quatre escadrons de deux compagnies chacun, avec 123 hommes par compagnie, pour un total de 1 016 officiers, sous-officiers et soldats. L'année suivante, deux escadrons de vélites (800 hommes) rejoignent le régiment qui se voit également doté d'un major en second. Les deux escadrons de vélites sont finalement supprimés en août 1811 au profit d'un 5e escadron, portant l'effectif total à 1 250 cavaliers. Une énième réorganisation ramène le nombre d'escadrons à quatre juste avant la campagne de Russie. En janvier 1813, après le désastre subi en Russie, les grenadiers sont remaniés une nouvelle fois avec la création d'un cinquième puis d'un sixième escadron articulés en deux compagnies chacun — ces deux formations sont considérées comme appartenant à la Jeune Garde et sont aussi connues sous le nom de « 2e régiment de grenadiers à cheval ». C'est ainsi constitués que les grenadiers à cheval se battent pendant la guerre de la Sixième Coalition, avec chacun de leurs quatre escadrons de Vieille Garde formé en deux compagnies de 124 hommes chacune. Sous l'Empire, le régiment fait brigade avec les dragons de la Garde impériale. En 1813, le 1er régiment des éclaireurs de la Garde impériale, commandé par le colonel Claude Testot-Ferry, est rattaché aux grenadiers à cheval et prend le nom d'« éclaireurs-grenadiers ».
Après l'abdication de Napoléon en 1814 et le retour des Bourbons sur le trône de France, le roi demande au maréchal Ney de procéder à la dissolution du régiment et de réorganiser les hommes dans le nouveau corps des « cuirassiers de France », fort de quatre escadrons. Il semble que le 6e escadron de Jeune Garde ait été transféré dans son intégralité aux carabiniers à cheval. Avec le retour de Napoléon en 1815, le régiment retrouve son ancienne identité avant d'être définitivement dissous le 25 novembre 1815 après la chute définitive du régime impérial.

## Chefs de corps

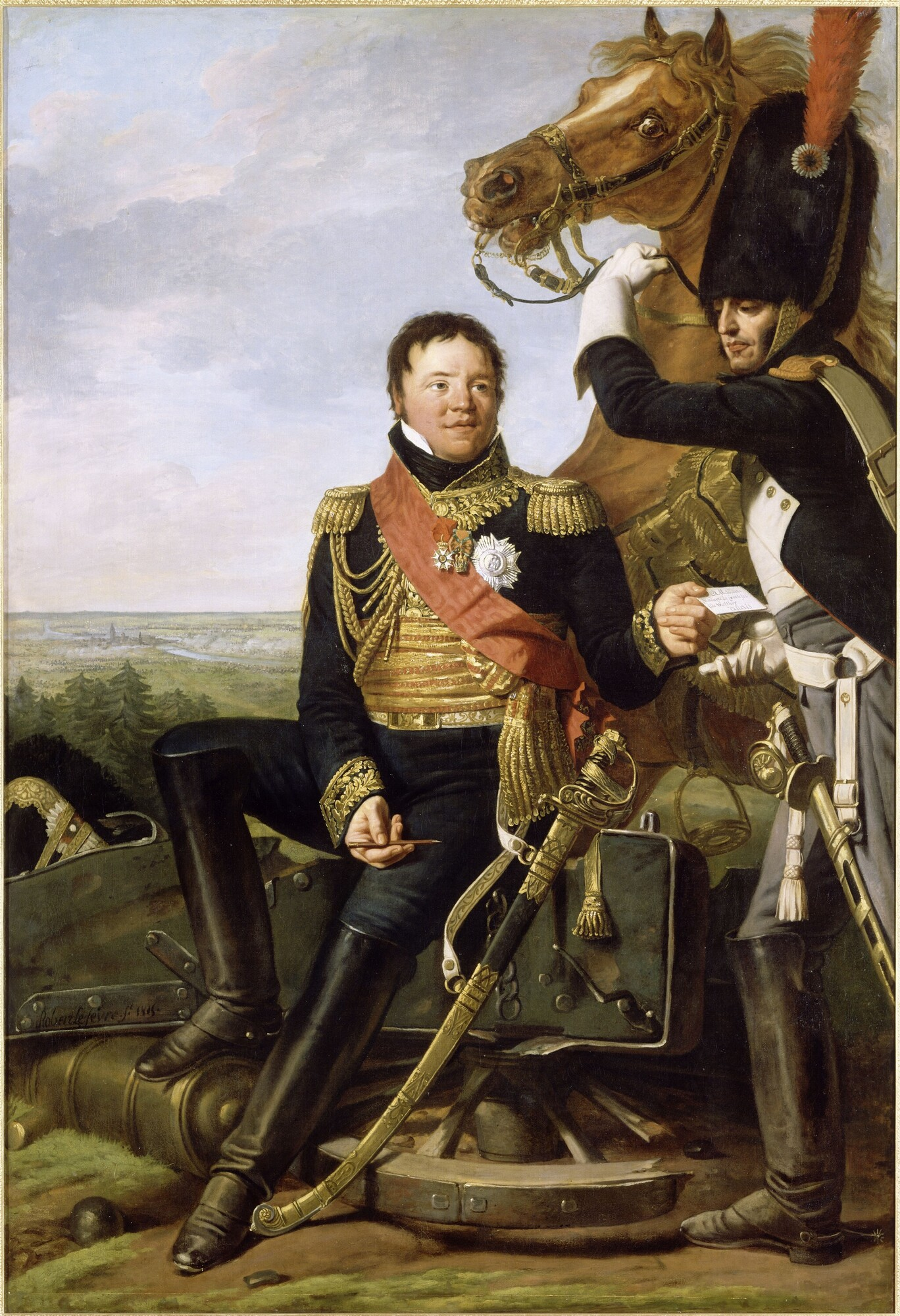
Frédéric Henri Walther, colonel des grenadiers à cheval de la Garde. Peinture anonyme.

Le régiment des grenadiers à cheval de la Garde est commandé par un général de division qui porte le titre de colonel commandant. Il est assisté par un général de brigade qui remplit quant à lui les fonctions de colonel-major (aussi appelé major en premier), lui-même aidé dans sa tâche par un général ou un colonel qui fait office de major en second. L'historien Alain Pigeard donne la liste complète des commandants successifs du régiment :
| Fonction           | Colonel commandant | Colonel-major                                      | Major en second               |
| ------------------ | --- | -------------------------------------------------- | ----------------------------- |
| Grade              | Général de division | Général de brigade                                 | Général de brigade ou colonel |
| Officiers généraux | Bessières (décembre 1799 — juillet 1800) Ordener (juillet 1800 — mai 1806) Walther (mai 1806 — novembre 1813) Guyot (novembre 1813 — novembre 1815) | Oulié Lepic Levesque de Laferrière Jamin de Bermuy | Chastel Exelmans Castex       |

À partir du 18 juillet 1800, Bessières prenant le commandement de toute la cavalerie de la Garde consulaire, c'est le très expérimenté colonel Michel Ordener qui dirige le régiment des grenadiers à cheval. Né en 1755, il a commandé un régiment de cavalerie sous la Révolution et est promu au grade de général de division en 1805. Il quitte ses fonctions le 20 mai 1806 pour se retirer du service actif. La même année, avec la création d'un deuxième régiment de grosse cavalerie au sein de la Garde — les dragons de l'Impératrice —, une brigade de cavalerie lourde est mise sur pied et placée sous les ordres d'un général de division. Le commandement en est d'abord confié à un cavalier accompli, le général Frédéric Henri Walther, vétéran des guerres de la Révolution française, qui reste à la tête de cette formation jusqu'à sa mort, le 24 novembre 1813. Remplacé par le général Claude Étienne Guyot, âgé de 45 ans, ce dernier commande la brigade jusqu'à la chute de l'Empire en juillet 1815. Durant cette période, l'un des officiers les plus remarquables du régiment est Louis Lepic, un soldat aguerri qui sert en tant que colonel-major.
Le premier commandant en second du corps est Antoine Oulié, un ancien du 12e chasseurs : nommé au régiment le 2 septembre 1803, il le quitte le 5 novembre 1804 pour prendre la tête de la 18e légion de gendarmerie. Louis Pierre Aimé Chastel, son remplaçant, a notamment servi en Égypte avant de devenir major dans les dragons. Major des grenadiers à cheval le 18 décembre 1805, puis général de brigade en août 1811, il remplace Lepic dans son commandement en Espagne. Il est ensuite promu au grade de divisionnaire peu avant la campagne de Russie. Il est successivement remplacé par le général Rémy Joseph Isidore Exelmans puis par le général Bertrand Pierre Castex. Celui-ci a été auparavant colonel du 20e chasseurs et s'est illustré à Iéna et à Wagram. En 1813, les grenadiers à cheval ont pour colonel-major Louis Marie Levesque de Laferrière, un cavalier réputé qui sert dans l'armée depuis 1792. Blessé grièvement à Craonne en 1814, son commandement est relevé le 16 mars de la même année par le général Jamin de Bermuy, ex-colonel dans la cavalerie de la Garde napolitaine.

## Campagnes militaires

### Bataille de Marengo

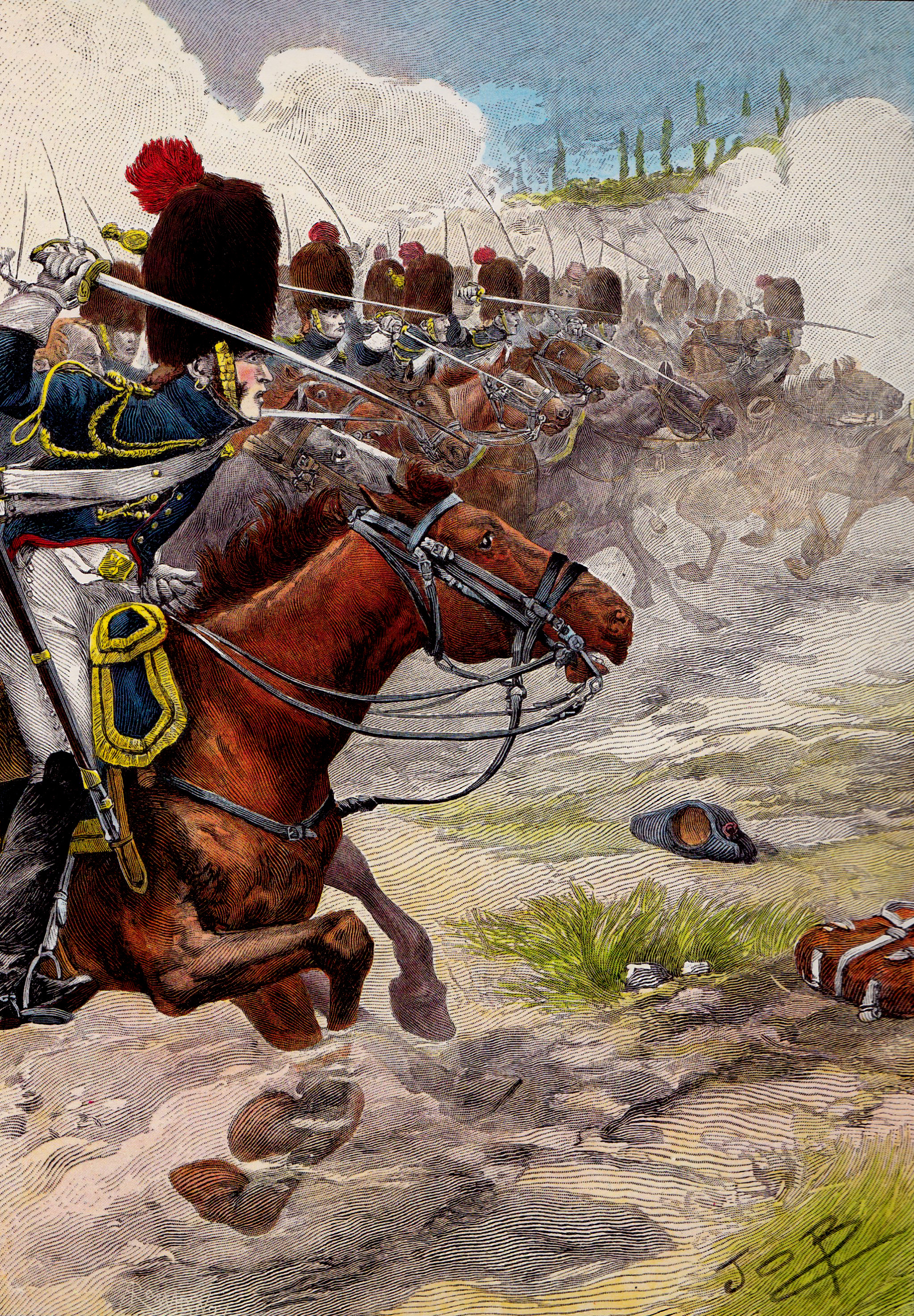
Charge des grenadiers à cheval de la Garde consulaire à Marengo, le 14 juin 1800. Illustration de Job.

Le premier engagement véritable de l'unité a lieu pendant la guerre de la deuxième coalition, lors de la bataille de Marengo, le 14 juin 1800. Le soir arrive, et les grenadiers à cheval en réserve n'ont toujours pas donné. Deux escadrons de dragons autrichiens avançant sur la route de Novi sont chargés par les 360 sabres de la cavalerie de la Garde consulaire. Surpris, les dragons sont écrasés et perdent 210 hommes sur 285. Alors que Napoléon est en train de perdre la bataille contre les Autrichiens, la division Boudet, avec à sa tête Louis Desaix, apparaît sur le champ de bataille et se lance dans le combat. Pour soutenir son mouvement, la brigade Kellermann se déploie sur le flanc droit autrichien, le charge et le renverse. De son côté, le colonel Bessières organise une charge massive avec l'ensemble de la cavalerie de la Garde consulaire et sème la panique chez les Autrichiens. Les grenadiers à cheval culbutent les troupes qui s'opposent à eux ; tandis que le trompette Schmitt encerclé s'ouvre la route à coups de sabre, trois étendards ennemis tombent aux mains des grenadiers. Les chiffres attestent néanmoins d'une résistance autrichienne sérieuse : 24 tués, 24 blessés et 48 chevaux sont hors de combat chez les grenadiers. Après la bataille, Bessières reçoit pour son action les éloges du Premier consul, qui lui dit : « la Garde que vous commandez s'est couverte de gloire ; elle ne pouvait donner mieux à propos ». Un peu plus d'un mois après la bataille, le colonel Michel Ordener reçoit le commandement du régiment.

### Bataille d'Austerlitz

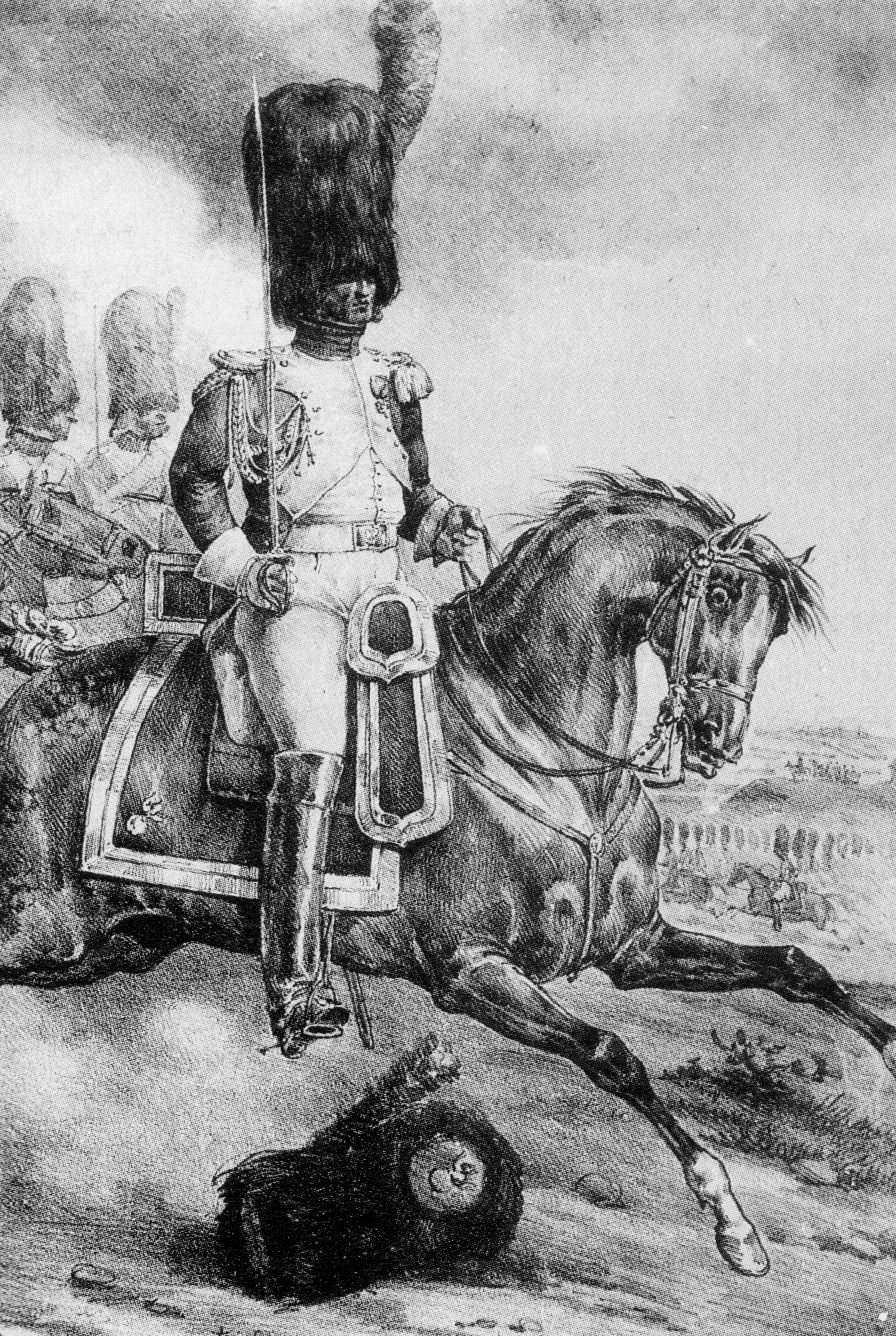
Grenadiers à cheval de la Garde. Gravure d'Hippolyte Bellangé, XIXe siècle.

Cinq années s'écoulent avant que l'engagement suivant des grenadiers à cheval, qui se déroule pendant la guerre de la Troisième Coalition, ne se produise. La guerre ayant éclaté avec la Russie et l'Autriche, les grenadiers à cheval, faisant maintenant partie de la Garde impériale, traversent le Rhin en Allemagne le 1er octobre 1805. Dix jours plus tard, ils sont à Augsbourg et le 20 octobre, ils sont présents à la reddition d'Ulm. Ils voient leur seule action majeure au cours de cette campagne le 2 décembre, sur le plateau de Pratzen, à la bataille d'Austerlitz. Au cours de cet affrontement, Napoléon prévoit de briser le centre austro-russe afin de diviser leurs forces. En milieu de matinée, la situation est à l'avantage de l'Empereur, mais une situation potentiellement dangereuse pour les Français se produit lorsque la Garde impériale russe, sous le commandement du grand-duc Constantin, attaque les soldats de la division Vandamme autour de Stary Vinohrady (« les vieilles vignes »). Dans un premier temps, un bataillon du 4e régiment de ligne français est malmené par la cavalerie de la Garde russe appuyée par l'artillerie, et les Français perdent leur aigle et plus de 400 hommes. Le 24e régiment d'infanterie légère, qui monte à l'appui du 4e de ligne, est également rejeté en arrière en désordre.
C'est à ce moment que Napoléon envoie la cavalerie de la Garde qui se compose de quatre escadrons des chasseurs à cheval et des mamelouks, et quatre escadrons des grenadiers à cheval, avec deux batteries d'artillerie à cheval de la Garde en appui. Un premier assaut mené par deux escadrons de chasseurs à cheval, appuyé par trois escadrons des grenadiers, disperse la cavalerie du Tsar et permet d'engager l'infanterie de la Garde russe, mais l'arrivée en renfort de sept escadrons des cosaques et des chevaliers-gardes fait tourner le combat au désavantage des Français. Pour soutenir ses cavaliers, Napoléon envoie d'abord le reste des chasseurs à cheval et les mamelouks, puis le dernier escadron des grenadiers à cheval. Ces derniers chargent et se mesurent avec le régiment des chevaliers-gardes russes. Après une courte mêlée, les grenadiers à cheval dispersent leurs adversaires, leur infligeant de lourdes pertes et capturant plus de 200 hommes, dont le prince Repnine avec son état-major, ainsi que 27 pièces d'artillerie. De leur côté, les grenadiers déplorent seulement 2 morts et 22 blessés (dont 6 officiers). Les charges de la cavalerie de la Garde permettent de repousser la dernière attaque russe sur le Pratzen, laissant les Français maîtres du plateau jusqu'à la fin de la bataille.

### Campagne de Prusse et de Pologne
En mai 1806, le général Frédéric Henri Walther remplace Ordener. En raison de son ancienneté, Walther est également commandant en second de toute la cavalerie de la Garde et exerce le commandement chaque fois que le maréchal Bessières est absent. Le régiment des grenadiers à cheval ne participe pas à la campagne de Prusse. Néanmoins, la guerre continue l'année suivante en Pologne, les Français poursuivant l'armée russe. Les rigueurs de l'hiver polonais, les routes en mauvais état et l'extrême pauvreté de certaines régions entraînent des souffrances considérables pour les deux camps et rendent pratiquement impossibles les reconnaissances et les services d'avant-poste.

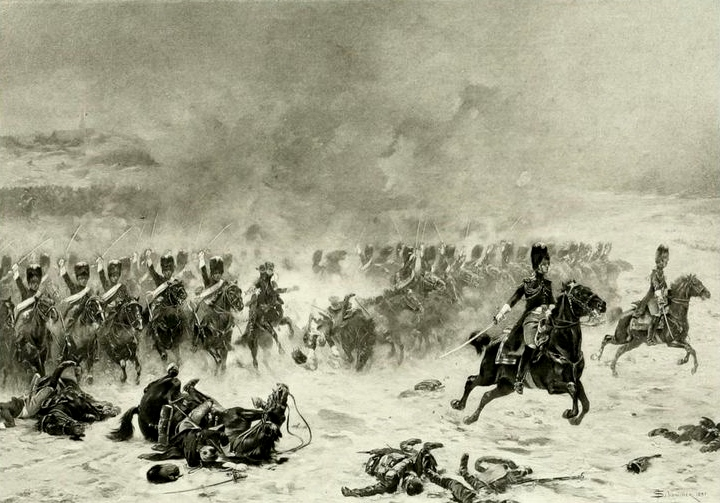
Charge des grenadiers à cheval de la Garde à Eylau, le 8 février 1807. Peinture de François Schommer, présentée au salon de 1857.

Après quelques manœuvres initiales et engagements mineurs, la première grande bataille a lieu à Eylau. La Grande Armée y est sérieusement en infériorité numérique. Au début de la bataille, les grenadiers à cheval, positionnés derrière l'infanterie de la Garde au centre-gauche du dispositif français, subissent sans bouger la canonnade russe. Voyant des cavaliers courber l'échine sous les boulets, le commandant en second du régiment, le colonel Louis Lepic, hurle : « haut les têtes, Jarnidiou ! La mitraille n'est pas de la merde ! ». Le corps de Ney est encore loin, et la position de Napoléon est de plus en plus périlleuse. L'Empereur ordonne au maréchal Murat de lancer toute la cavalerie de réserve dans une charge massive. Dans un premier temps, Murat fait avancer les deux divisions de dragons Klein et Grouchy, et une division de cuirassiers, celle d'Hautpoul. Les cavaliers français percent la première ligne russe, puis la deuxième, avant de se retrouver derrière les rangs ennemis, menacés d'encerclement. En conséquence, l'Empereur ordonne au maréchal Bessières d'aider la cavalerie de réserve avec celle de la Garde.
Une seconde charge de cavalerie a donc lieu, menée par les chasseurs à cheval de la Garde et suivie par la cavalerie lourde composée des cuirassiers du 5e régiment et des grenadiers à cheval. Le colonel Lepic mène l'attaque à la tête de deux escadrons, attaquant les première et deuxième lignes russes et ne s'arrêtant que devant les réserves ennemies. C'est alors qu'une bourrasque de neige a lieu et les grenadiers se perdent. Lorsque la neige retombe, le régiment est entouré par les Russes qui leur demandent de se rendre. Lepic rétorque : « Regardez-moi ces figures et dites-moi si elles ont l'air de vouloir se rendre ! », et il ordonne la charge, bouscule les Russes et parvient à regagner les lignes françaises, où Napoléon récompense Lepic en le faisant général. Le régiment compte de nombreuses pertes : 4 officiers tués et 14 officiers blessés, ainsi qu'un grand nombre de soldats, mais la charge de la cavalerie de la Garde permet à la cavalerie de réserve d'échapper à l'encerclement et de revenir à ses positions initiales. Les Français ne gagnent la bataille que tard dans la soirée.
Le régiment assiste en juillet 1807 à l'entrevue de Tilsit entre Napoléon et le tsar Alexandre Ier, et prend peu après ses quartiers en Allemagne. L'unité reçoit finalement l'ordre de rentrer en France au mois d'octobre.

### Guerre d'Espagne
En 1808, les troupes françaises entrent en Espagne. Les grenadiers à cheval, qui font partie du IIe corps d'armée de Bessières, sont présents à Madrid lors du soulèvement du Dos de Mayo. Leur premier chirurgien, Gauthier, y est blessé. Ils font ensuite campagne dans le nord-ouest du pays. Le 14 juillet 1808, Bessières, avec près de 14 000 hommes, fait face à deux corps d'environ 22 000 hommes à Medina de Rioseco, non loin de Valladolid. Selon Pigeard, les quelques détachements du régiment présents participent à la bataille en appuyant l'attaque de l'infanterie du général Merle. Leur engagement lors de ce combat est cependant contesté par Hourtoulle qui note qu'aucun grenadier à cheval ne figure au corps de Bessières, mais relève par contre la présence de carabiniers à cheval dont la coiffure, semblable à celle des grenadiers, a pu prêter à confusion. Napoléon intervient par la suite personnellement en Espagne, à la tête d'une armée qui comprend notamment trois escadrons de grenadiers à cheval. Ces derniers prennent part à la bataille de Burgos en novembre 1808, mais leur premier séjour en Espagne est de courte durée et ils sont de retour à Paris à la fin du mois d'avril 1809.

### Campagne d'Allemagne et d'Autriche

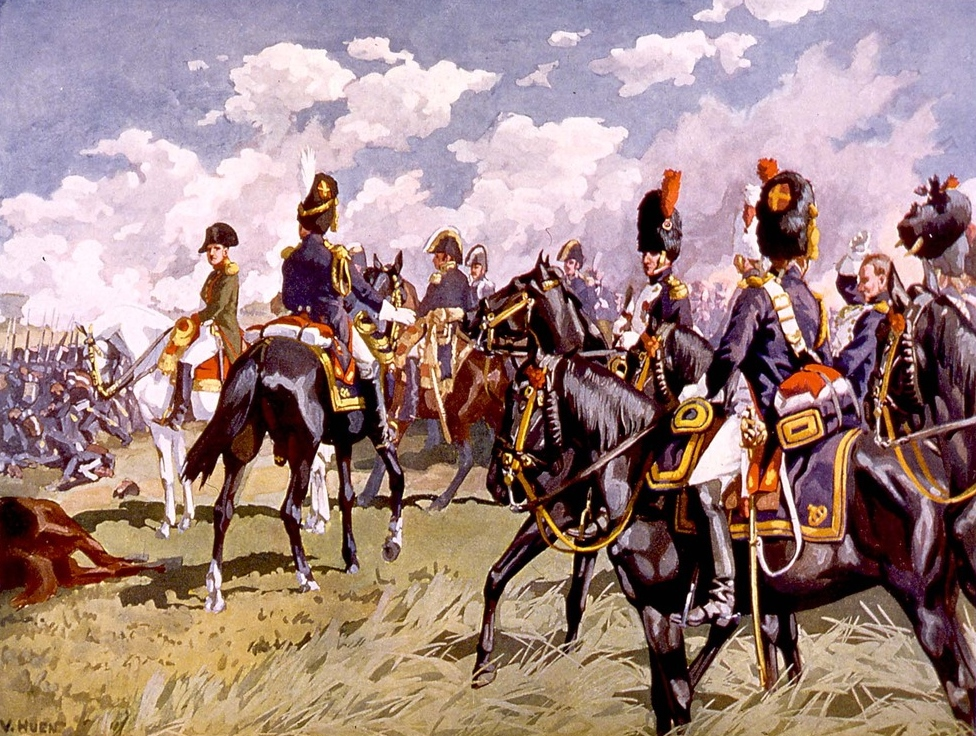
Napoléon et le général Walther, colonel des grenadiers à cheval, pendant la bataille d'Essling. Illustration de Victor Huen, 1910.

Au début de l'année 1809, l'Empereur rappelle sa Garde au centre de l'Allemagne pour la guerre de la Cinquième coalition. Elle est présente à la bataille d'Aspern-Essling, sous le feu intense de l'artillerie autrichienne, et regarde la lutte de son armée pour contenir un adversaire largement supérieur. Lorsque Napoléon lui-même a sa botte déchirée par une balle, le général Frédéric Henri Walther, commandant de la cavalerie de la Garde, indique à l'Empereur que ses grenadiers l'emmèneront de force derrière les lignes s'il refuse de se retirer. Ce dernier obéit mais doit ordonner la retraite générale de l'armée sur l'île de Lobau, au milieu du Danube. Six semaines plus tard, Napoléon traverse le Danube à la tête d'une force considérable, pour attaquer les Autrichiens sur la plaine de Marchfeld. La bataille de Wagram qui s'ensuit voit les grenadiers à cheval en réserve lors de la première journée du combat.
Toutefois, le deuxième jour (le 6 juillet 1809), les grenadiers à cheval, avec le reste de la cavalerie de la Garde, sont chargés de couvrir la colonne du général Macdonald qui se lance à l'attaque du centre autrichien. Après un succès initial, Macdonald voit une occasion de mettre en déroute les troupes qui se replient devant lui et, à cet effet, il demande une charge de la cavalerie de réserve de Nansouty, en invitant tous les autres commandants de cavalerie présents dans le secteur à faire de même. Les grenadiers à cheval, cependant, ne bougent pas et laissent ainsi passer l'occasion malgré la charge des chevau-légers polonais et des chasseurs à cheval de la Garde. Après la bataille, Macdonald s'emporte contre Walther et lui reproche son inaction. Ce dernier explique que ni le maréchal Bessières, ni l'Empereur, n'ont donné d'ordre pour une charge et que la Garde ne pouvait agir sans ordre direct de l'un des deux. Les tentatives de Macdonald pour expliquer qu'une telle attaque de la Garde aurait été décisive exaspèrent Walther qui salue et sort.

### Retour en Espagne

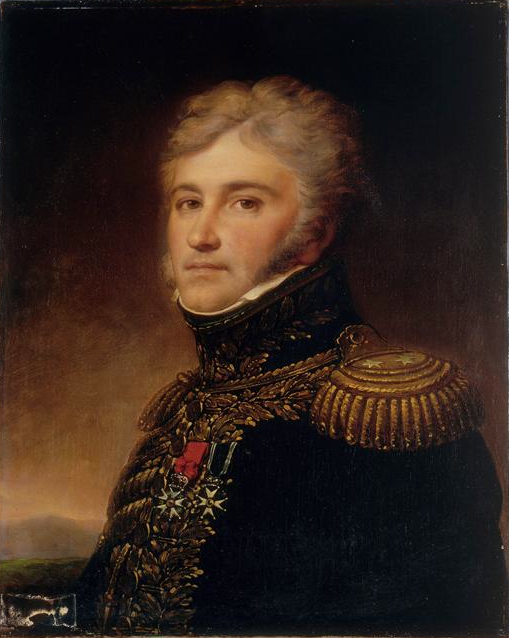
Louis Lepic (1765-1827). En 1811, il refuse de charger à la bataille de Fuentes de Oñoro, en l'absence d'ordre du maréchal Bessières. Huile sur toile de Louis-Charles Arsenne, 1842, musée de l'Armée.

Le 30 décembre 1809, deux régiments provisoires de la cavalerie de la Garde sont renvoyés en Espagne, chacun d'eux comptant dans ses rangs un escadron de grenadiers à cheval. Par la suite ne subsiste qu'un seul escadron, rattaché au 2e régiment provisoire et commandé par Antoine Rémy. En 1811, il comprend 192 cavaliers et sert près de Valladolid. Les grenadiers à cheval servent notamment sous Bessières dans le nord-ouest du pays, où celui-ci est censé soutenir l'armée du maréchal Masséna au Portugal. Ce dernier y combat le général Wellington mais il n'est pas en mesure de percer les lignes fortifiées de Torres Vedras et se retire à Almeida.
Wellington fait l'erreur critique de le suivre et, le 5 mai 1811, il se retrouve dans une position délicate à la bataille de Fuentes de Oñoro. Masséna a besoin de Bessières et de l'ensemble de son corps d'armée pour pouvoir battre les troupes anglo-portugaises, mais Bessières n'apporte que des renforts symboliques : quelques escadrons de dragons et les grenadiers à cheval, 800 hommes en tout, sous le commandement du général Louis Lepic. Malgré cela, Masséna réussit à exploiter une faiblesse dans la ligne de Wellington, et ce dernier est sur le point d'être battu. Masséna charge son aide de camp, Nicolas Oudinot, de trouver Lepic et la cavalerie de la Garde, avec ordre de charger immédiatement. Mais Oudinot est bientôt de retour auprès du maréchal, en disant que Lepic reconnaissait seulement Bessières en tant que chef et qu'il ne chargerait pas sans son ordre. Bessières ne pouvant être trouvé, cette erreur permet à l'armée de Wellington d'échapper à la destruction.

### Campagne de Russie
En 1812, l'entrée imminente de la Grande Armée en Russie voit les grenadiers à cheval rappelés d'Espagne. Ils sont intégrés dans la 3e brigade de la cavalerie de la Garde, avec un effectif de 1 166 hommes, répartis en cinq escadrons commandés respectivement par Perrot, Mesmer, Rémy, Hardy et Morin. La première partie de la campagne de Russie, de juin à septembre, n'est rien de plus qu'une longue période de calme pour la Garde, qui n'est jamais engagée dans la bataille et est en mesure d'arriver sur le champ de bataille de Borodino afin d'écraser l'armée russe. Malgré les demandes insistantes des divers commandants français, Napoléon refuse d'engager la Garde si loin de la France. À cette date, le régiment a déjà vu ses effectifs fondre de près d'un quart.
Pendant le grand incendie de Moscou, les grenadiers à cheval sont utilisés en tant que policiers, en raison de leur réputation de discipline et de leurs normes morales élevées. À la mi-octobre, l'ensemble de la Grande Armée commence à sortir de la ville en ruine et la longue retraite vers la Pologne n'offre que des actions secondaires pour les grenadiers à cheval, qui ont pour mission d'assurer la protection du quartier général impérial. Le lendemain de la bataille de Maloyaroslavets, l'escadron de service du régiment contribue à sauver l'Empereur d'une attaque des cosaques. Les escarmouches, le froid et les privations pendant la retraite ont un grand impact sur le régiment et au moment de la bataille de la Bérézina, les grenadiers et les chasseurs à cheval réunis n'alignent plus que 500 combattants à cheval. Malgré cela, le moral reste bon partout. Selon l'auteur Stephen Chappedelaine, le général Walther réussit à ramener ses grenadiers à cheval de Russie avec peu de pertes.

### Campagne d'Allemagne

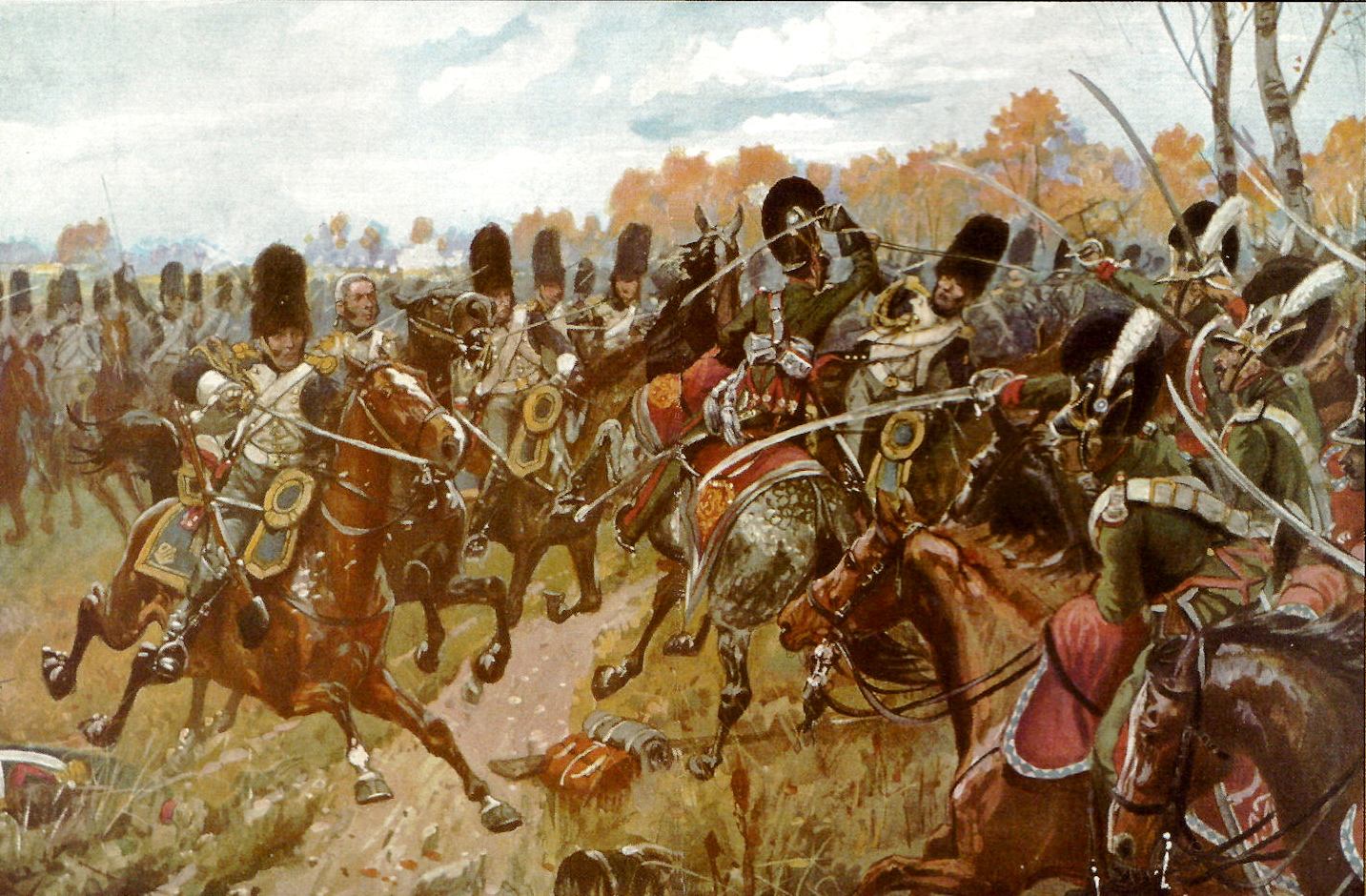
Charge des grenadiers à cheval de la Garde contre les chevau-légers bavarois à la bataille de Hanau en 1813. Peinture de Richard Knötel.

Le régiment est réorganisé au début de l'année 1813 et n'est à nouveau disponible qu'en avril. Napoléon le passe en revue à Erfurt le 27 avril. Trois jours plus tard, les grenadiers à cheval apprennent la mort de leur chef, le maréchal Bessières, tué au combat par un boulet à côté du village de Rippach. À la fin mai, six escadrons de grenadiers à cheval sont présents à l'armée. Le régiment combat brièvement à la bataille de Dresde et est impliqué dans le soutien de la Garde à pied afin de prendre le village de Reudnitz, lors de la bataille de Leipzig, en octobre. Au cours du combat, le général Nansouty, qui commande la cavalerie de la Garde, se porte au secours de la division Durutte dont la situation se trouve compromise par la défection des unités saxonnes. Une charge menée par les grenadiers à cheval, les dragons et les lanciers de la Garde rétablit temporairement la situation dans ce secteur.
Le seul engagement majeur de la campagne vient à la fin du mois d'octobre, lors de la bataille de Hanau. Comme les Austro-Bavarois commandés par Carl Philipp von Wrede tentent de bloquer la retraite de la Grande Armée vers la France, Napoléon est contraint d'engager ses troupes d'élite, haranguant personnellement les grenadiers à cheval au moment où ils s'apprêtent à entrer en action. La cavalerie de la Garde charge et enfonce la nombreuse cavalerie ennemie. Une contre-charge de la cavalerie bavaroise met momentanément les grenadiers à cheval dans une situation périlleuse, mais ces derniers sont promptement dégagés par un régiment des gardes d'honneur. Au cours de cette bataille, le colonel-major du régiment, le général Levesque de Laferrière, reçoit six coups de sabre à l'épaule et au bras, tandis que le lieutenant Guindey, célèbre pour avoir tué le prince Louis-Ferdinand de Prusse à la bataille de Saalfeld sept ans plus tôt, est tué. Un autre coup dur pour le régiment survient le 24 novembre 1813, lorsque le commandant en chef du régiment, le général de division Frédéric Henri Walther, meurt d'épuisement à Kusel. Il est remplacé en décembre par le général de division Claude Étienne Guyot.

### Campagne de France

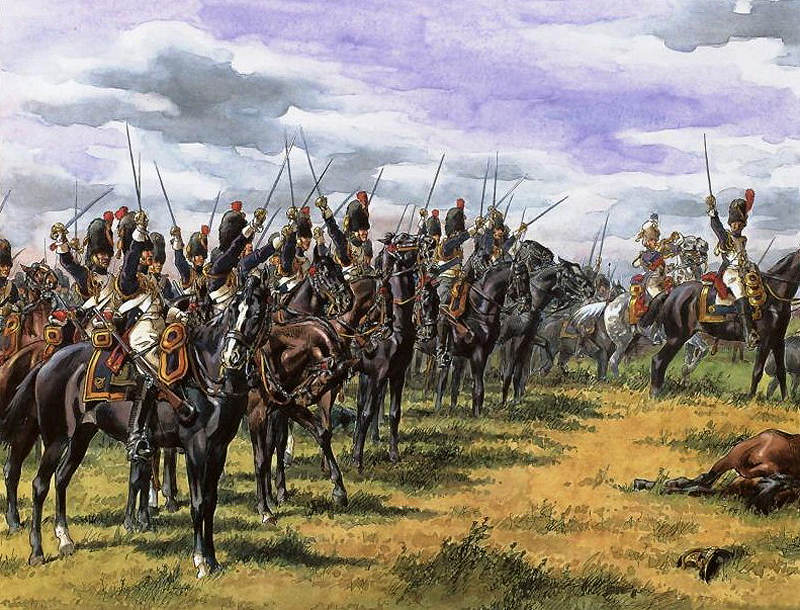
Les grenadiers à cheval de la Garde avant la charge. Peinture de Victor Huen.

En 1814, la guerre se poursuit sur le sol français et commence dans de mauvaises conditions pour l'armée française, en sous-nombre et mal équipée. La cavalerie de la Garde, sous Nansouty, est donc mise à contribution plus souvent que jamais, jouant souvent un rôle clé dans les tentatives de Napoléon pour contrecarrer les plans de la coalition. Les grenadiers à cheval sont répartis en deux corps : l'un fort de 909 cavaliers affecté à la division de cavalerie du général Laferrière-Levesque ; l'autre comptant 401 hommes faisant partie de la cavalerie de réserve de la Garde commandée par Ney. Ils constituent à ce moment, en terme d'effectifs, le plus gros régiment de cavalerie de la Garde impériale. À La Rothière, en compagnie d'autres régiments de la Garde, les grenadiers se battent contre un ennemi à la supériorité numérique écrasante. Lors de la bataille de Montmirail, ils chargent les carrés russes aux côtés des dragons de la Garde, sans grand résultat, mais Pigeard les crédite de l'anéantissement de deux brigades russes. À la fin de la bataille, le régiment compte 200 tués ou blessés dans ses rangs.
Le lendemain, à Château-Thierry, ils chargent avec succès des batteries d'artillerie de l'armée de la coalition. Deux jours plus tard, à Vauchamps, ils enfoncent les carrés de la division Kaptzevich et contribuent à la déroute de Blücher. Ils participent ensuite à plusieurs affrontements importants, notamment à Craonne où, en s’élançant sur les troupes adverses, le colonel-major des grenadiers, le général Laferrière-Levesque, est blessé par une balle et a une jambe arrachée. Le régiment perd également l'un de ses officiers, le capitaine Kister. Au total, 10 officiers des grenadiers à cheval sont tués ou blessés lors de cette bataille. Leur dernière action de guerre de la campagne de 1814 a lieu à Méry-sur-Seine, où ils capturent un équipage de pont de l'armée de Bohême.

### Restauration et Cent-Jours

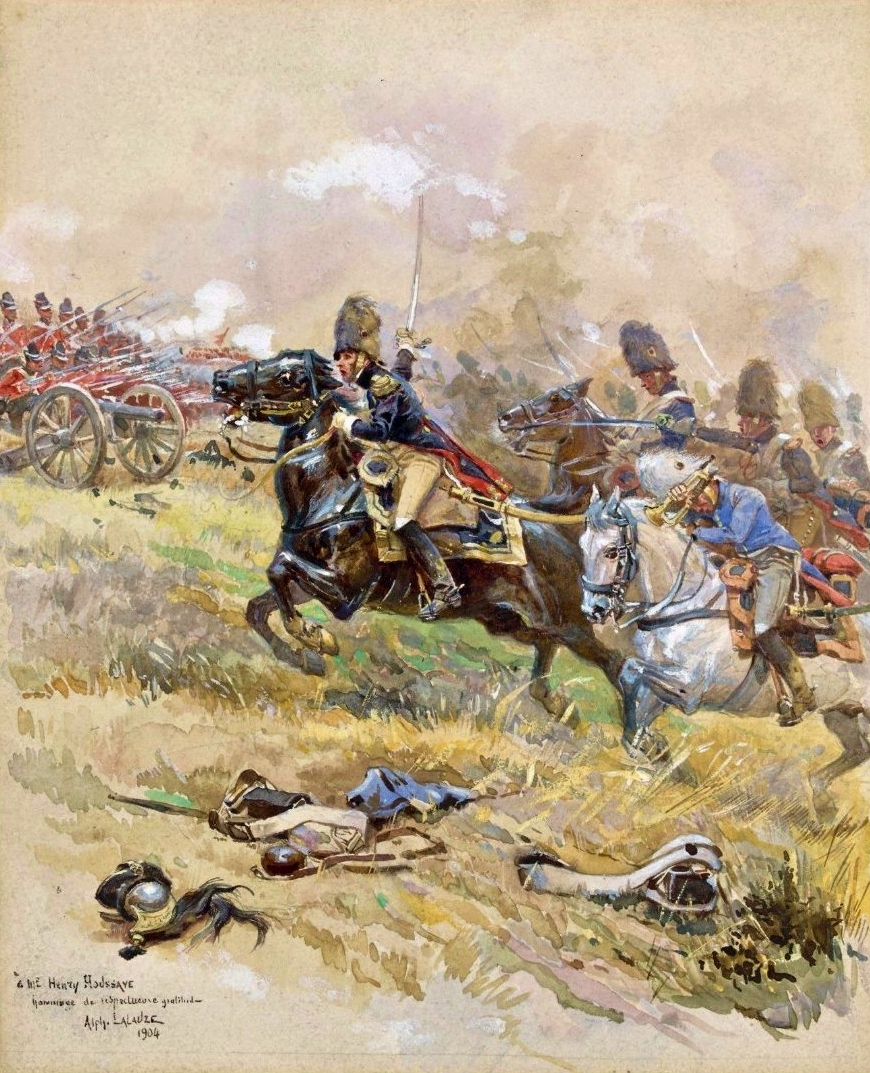
Les grenadiers à cheval de la Garde à Waterloo, par Alphonse Lalauze.

Après l'abdication de Napoléon et la restauration des Bourbons, les grenadiers sont casernés à Blois, par ordonnance royale. Selon cette ordonnance, en date du 12 mai 1814, ils devaient être réorganisées en un « corps royal de cuirassiers de France ». Sa composition est fixée par l'ordonnance du 21 juin 1814, soit un total théorique de 42 officiers et 602 hommes divisés en deux escadrons. L'effectif est ainsi réduit de moitié tandis que la solde des cavaliers est amputée d'un quart. À la fin de l'année 1814, les « cuirassiers de France » alignent 44 officiers et 625 cavaliers répartis en cinq escadrons. Le régiment est cantonné à Saint-Omer puis Arras. 
C'est dans cette dernière ville que le régiment apprend, à la fin du mois de mars 1815, le retour de Napoléon en France. Les grenadiers à cheval se mettent en route pour Paris et défilent le 27 mars devant l'Empereur. Ils retrouvent peu après leur ancienne organisation et un effectif théorique de 1 042 officiers et soldats. Cependant, au matin de la bataille de Ligny, le régiment ne compte que 44 officiers et 752 cavaliers. Lors de la campagne de Belgique, le régiment forme, avec les dragons, la 2e division de cavalerie de la Garde commandée par le général Guyot.
Leur seul engagement a lieu lors de la bataille de Waterloo. Le régiment y est tenu en réserve avec la cavalerie de Kellermann lorsque l'Empereur, afin de soutenir les cuirassiers de Milhaud et la cavalerie légère de la Garde aux prises avec les Anglais sur le Mont-Saint-Jean, décide d'engager la cavalerie lourde de réserve,. Les grenadiers à cheval, emmenés par Guyot, chargent à trois reprises les carrés britanniques mais essuient de lourdes pertes parmi lesquels le colonel-major Jean-Baptiste Jamin, tué à la tête de ses hommes par une décharge de mitraille, ainsi que deux lieutenants, Tuefferd et Moreau, et seize autres officiers blessés.
Malgré la débâcle, les grenadiers à cheval se replient en bon ordre ainsi qu'en témoigne le capitaine Barton du 12e dragons légers britannique : « nous étions trop faibles pour faire une quelconque impression sur eux et ils se retirèrent du champ de bataille d'une manière fort majestueuse ». Waterloo constitue le dernier fait d'armes du régiment, qui est dissous par les Bourbons à la Seconde Restauration, le 25 novembre 1815.

## Étendards
L'étendard du régiment est du modèle 1804 et a été fabriqué par la maison Picot. Le tissu est en soie et les inscriptions brodées en lettres d'or. L'emblème du 1er escadron, conservé au musée de l'Armée à Paris, porte à l'avers la mention « L'Empereur des Français au Régiment de Grenadiers à cheval de la Garde impériale » et au revers l'inscription « Valeur et discipline ― 1er escadron ». L'aigle du 2e escadron a également survécu et se trouve aujourd'hui au musée de l'Empéri de Salon-de-Provence. En 1813, les grenadiers reçoivent un nouvel étendard qui comporte la liste des batailles et des capitales prises : Marengo, Ulm, Austerlitz, Iéna, Eylau, Friedland, Eckmühl, Essling, Wagram, Smolensk, Moskowa, Vienne, Berlin, Madrid et Moscou.

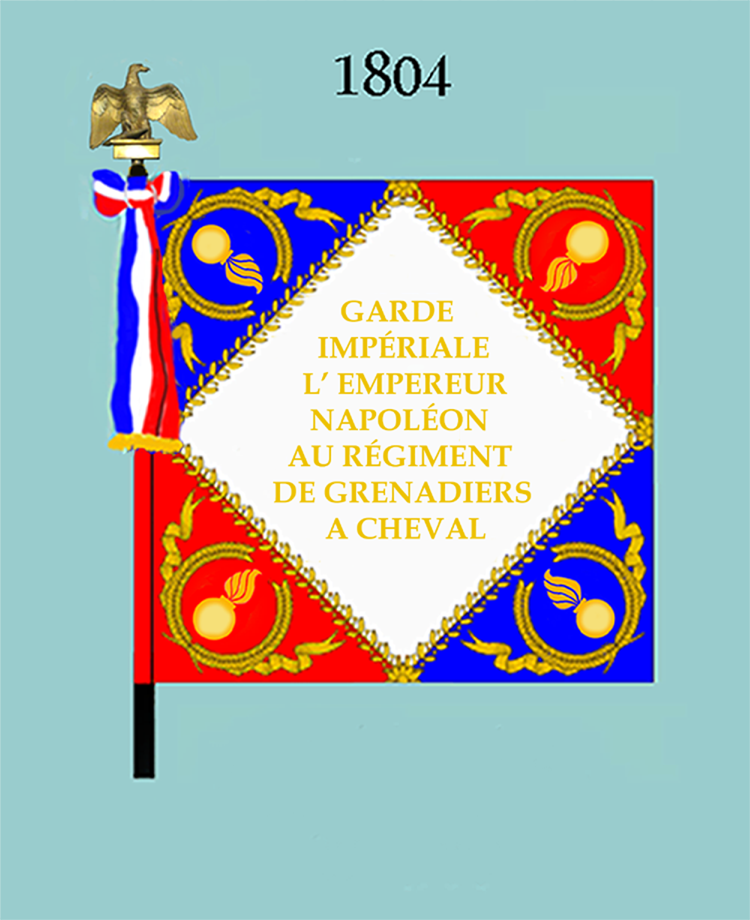
Étendard du modèle 1804 (avers).
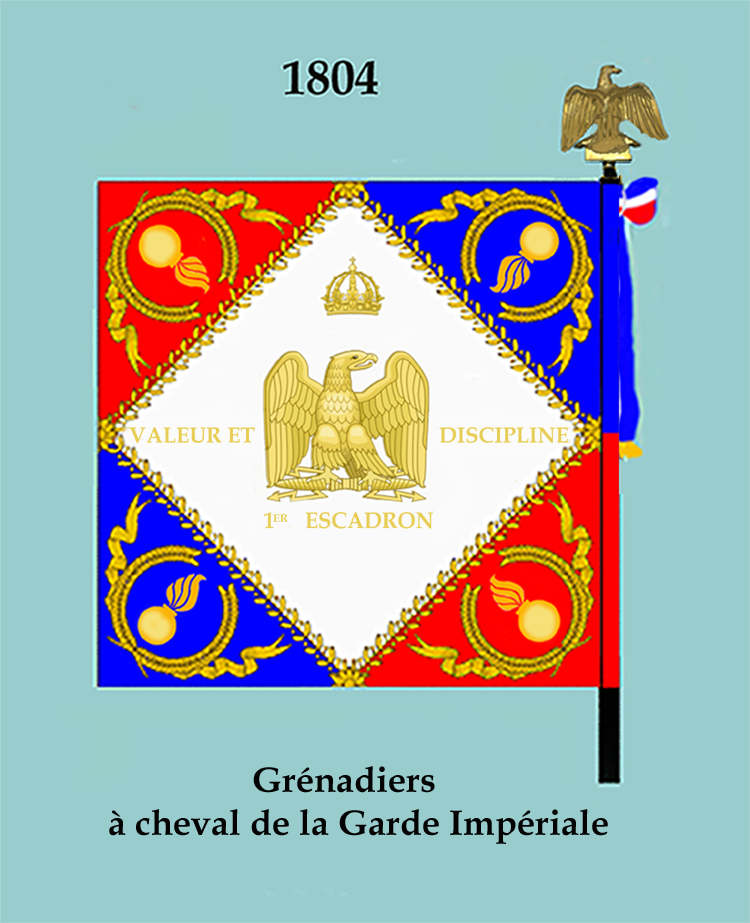
Étendard du modèle 1804 (revers).

## Uniformes

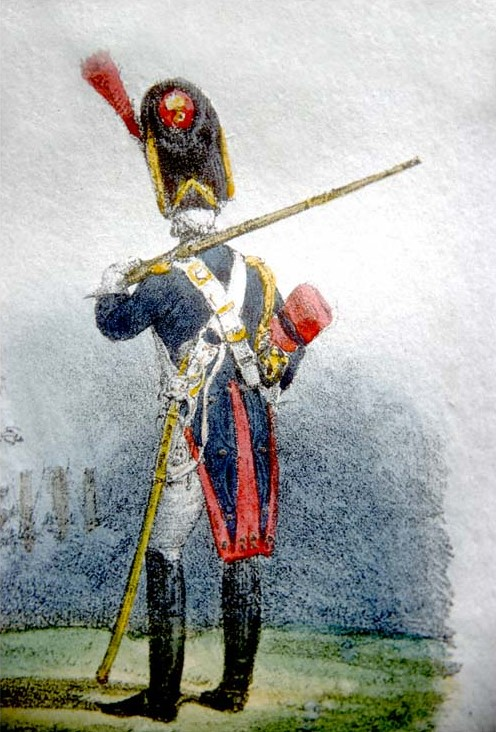
Grenadier à cheval de la Garde en 1812, par Carle Vernet.

Les uniformes des grenadiers à cheval de la Garde sont confectionnés par le maître-tailleur Bosquet ; les bonnets à poil et les bottes sont quant à eux fabriqués respectivement par Maillard et Fabritzius. Si, en comparaison avec d'autres régiments de cavalerie de la Garde, les grenadiers à cheval arborent des tenues plutôt simples, les dépenses consacrées aux uniformes sont très élevées, de 210 000 francs supérieures (par an et en moyenne) à celles des dragons de la Garde. Les sommes allouées pour les chevaux sont également plus importantes compte tenu de la sévérité des critères présidant à la sélection des montures.

### Troupe
L'uniforme des grenadiers à cheval est relativement semblable à celui des grenadiers à pied. Ils portent l'habit en drap bleu impérial, à collet en drap de fond, avec revers blanc. On peut observer des parements écarlates avec des pattes blanches. Les basques sont également écarlates et les retroussis ornés de quatre grenades brodées en laine aurore sur drap blanc. Le tour des poches en long est figuré par un passepoil écarlate. Les boutons en cuivre sont estampés de l'aigle impériale. La culotte et les gants sont en peau blanche et les bottes à l'écuyère.
Les grenadiers à cheval portent un bonnet à poil, confectionné en peau d'ours, avec jugulaires en cuivre. Contrairement aux grenadiers à pied, leur bonnet à poil ne comporte pas de plaque de cuivre à l'avant, mais seulement un « cul de singe » en drap écarlate sur lequel est cousu un galon aurore en forme de croix. La coiffure est dotée d'un cordon raquette en laine aurore, d'un plumet écarlate ainsi que d'une cocarde en brin de laine tricolore. Cette dernière, conçue comme un pompon, comporte l'aigle impériale brodée en fil aurore.
En tenue de ville, les grenadiers à cheval abandonnent leurs encombrants bonnets à poil au profit de bicornes en feutre taupé, qui ne sont pas sans rappeler la coiffure de l'Empereur lui-même. Tout comme le cordon du bonnet, les aiguillettes sont en laine aurore. Les ferrets sont boutonnés sur l'épaule droite à des contre-épaulettes, également en laine aurore, et passent à travers les boutonnières des revers de l'uniforme.
La tenue des grenadiers à cheval pendant les Cent-Jours a fait l'objet de débats. Ronald Pawly écrit que l'unité, devenue Corps royal des cuirassiers de France sous la Première Restauration, a reçu durant cette période l'uniforme des cuirassiers tout en obtenant de conserver le bonnet à poil, l'aigle présente sur les boutons étant remplacée par une fleur de lys. Selon cet auteur, « le régiment, bien que renommé grenadiers à cheval de la Garde impériale, fit campagne dans ses uniformes royalistes ». Cette affirmation est cependant contestée par Pierre Juhel qui montre que seuls trois habits de cuirassiers ont été confectionnés et que, en conséquence, « les 752 grenadiers à cheval en bataille au matin de Ligny devaient être très réglementairement et traditionnellement habillés, équipés et harnachés ». Il est en revanche probable que certains effets en usage dans les derniers mois de la campagne de 1814 ont dû être retouchés sous la Première Restauration avant d'être remis à l'ancienne norme lors du bref retour de Napoléon en 1815.

### Armement et équipement
Les grenadiers à cheval disposent d'un sabre, d'un mousqueton, d'une giberne et de deux pistolets. Le sabre est pourvu d'une garde de cuivre ornée d'une grenade, ainsi que d'un fourreau de cuivre, rendu plus léger grâce à deux crevés, réalisés de chaque côté du fourreau, recouverts de cuir noir. La dragonne de sabre est en buffle blanc.

### Chevaux et harnachement
Les grenadiers à cheval montent des chevaux noirs, bais bruns ou encore alezans foncé. Le tapis de selle en drap bleu, bordé d'un double galon aurore et d'un passepoil écarlate, est orné aux angles postérieurs de grenades qui sont remplacées par des couronnes à partir de 1808. La bride est celle de la cavalerie lourde, le filet est en laine jaune, le mors porte une grenade sur chaque bossette, le frontal ainsi que les rosettes de tête et de queue sont en laine rouge.